# Scranciola lunula
Scranciola lunula är en fjärilsart som beskrevs av Sergius G. Kiriakoff 1964. Scranciola lunula ingår i släktet Scranciola och familjen tandspinnare. Inga underarter finns listade.